# Gangkhar Puensum
Gangkhar Puensum je nejvyšší hora Bhútánu a zároveň nejvyšší nezdolanou horou světa. Její vrchol se nachází ve výšce 7 570 m n. m. V bhútánském jazyce Gangkhar Puensum znamená „Tři horští bratři“. Její vrchol nebyl zatím dosažen, nejen z důvodu obtížnosti výstupu, ale především kvůli striktním pravidlům bhútánské vlády, která do roku 1983 zakazovala horské expedice do oblastí hor vyšších než 6000 metrů nad mořem. Tento zákaz byl obnoven roku 1994 a platí dodnes. Důvody jsou ekologické i náboženské. Bhútán nechce jít cestou Nepálu a masové turistiky, která by mohla rozvrátit tradiční buddhistický systém.
Přes všechny problémy se v letech 1985 a 1986 o dobytí vrcholu pokoušely čtyři horské expedice. Britská expedice dosáhla podvrcholu Kula Kangri, který se nachází ve výšce 7 554 m n. m. V roce 1999 se japonská expedice snažila zajistit povolení na výstup z čínské strany, které však bylo po nátlaku bhútánské vlády zrušeno.